# 白玉老虎 (電影)
《白玉老虎》是1977年邵氏兄弟出品的一部香港電影，由楚原導演，狄龍、岳華、施思、爾冬陞、羅烈主演，改編自古龍1976年的武俠小說《白玉老虎》。由於這部小說古龍尚未寫成，因此古龍親自參與編劇，與楚原合力完成。

## 劇情簡介
江湖上一大家族大風堂少主趙無忌新婚之日，竟有人出萬兩黃金買其父趙簡的人頭，當夜趙簡就被斬去頭顱。為了報仇，無忌先是與唐家四少爺鬥智鬥力，後又化名混入唐家伺機報仇，他更與唐家女兒唐羽成親，以圖取信任；無忌的新婚妻子不明究理趕來爭夫，無忌不能相認，眼睜睜的看著妻子自盡而死。後來無忌終於搗破唐家的製毒密室，徹底消滅了唐家，但大風堂亦損傷數百條人命，付出了慘重的代價……

## 演員表
| 演員   | 角色             |
| ------ | ---------------- |
| 狄龍   | 趙無忌           |
| 蕭瑤   | 衛鳳娘（無忌妻） |
| 李麗麗 | 趙千千（無忌妹） |
| 谷峰   | 上官刃           |
| 井淼   | 趙簡             |
| 羅烈   | 唐缺             |
| 岳華   | 唐敖             |
| 施思   | 唐羽             |
| 爾冬陞 | 唐玉             |
| 姜南   | 唐蛇             |
| 顧冠忠 | 西施             |
| 艾飛   | 丁棄             |
| 楊志卿 | 樊雲山           |
| 徐少強 | 獨孤勝           |
| 詹森   | 柳三更           |
| 王俠   | 司空曉風         |
| 樊梅生 | 趙忠             |
| 史仲田 | 馬車異人         |
| 郝履仁 | 活死人           |

## 幕後花絮
- 這是爾冬陞自1975年簽約邵氏後的第二部電影，也是他與楚原合作的開始。爾冬陞進入邵氏後足足一年沒有戲拍，因為沒有導演敢用新人，第二年才在孫仲的《阿Sir毒后老虎槍》裡初試啼聲。有一天楚原在攝影棚外，偶然看到一名倚在車旁的年輕小夥子，很高，身材很好，有一種吸引人的目光，引起了楚原的注意。楚原打聽之下，得知他是姜大衛的弟弟，公司的新人。一向很少捧新人的楚原決定試試他，先讓他在《白玉老虎》中先演反派唐玉（因為反派通常比較好演）。誰知等爾冬陞穿好戲服，神采盡失，站在那裡活像“傻子”。後來楚原才知爾冬陞當時只有十九歲，先幫他改了戲服，再教他一點穿古裝的祕訣，最重要的是把眼神凝聚起來。後來爾冬陞的表現令楚原滿意，下一部《三少爺的劍》便用他當主角，順利一炮而紅。[1]。

## 資料來源
1. ↑  楚原影壇回憶錄──星光伴我行

## 外部連結
- 香港影庫上《白玉老虎》的資料（繁體中文）
- 时光网上《白玉老虎》的資料（简体中文）
- 豆瓣电影上《白玉老虎》的資料 （简体中文）
- 爛番茄上《白玉老虎》的資料（英文）
- AllMovie上《白玉老虎》的资料（英文）
- 互联网电影数据库（IMDb）上《白玉老虎》的资料（英文）